# سد خوش‌رود
سد خوش‌رود نام یک سد خاکی در شهرستان کوهسرخ، استان خراسان رضوی بر روی رودخانه نابای است و در بهار ۱۳۹۹؛ ۴ میلیون متر مکعب آبگیری شده بود. همچنین آب شرب شهر ریوش با این سد تأمین می‌شود.